# کارونا، بنگلادش
کارونا (به لاتین: Karuna) یک منطقهٔ مسکونی در بنگلادش است که در ناحیه برگونه واقع شده‌است.